# Our Research
Pour les articles homonymes, voir Research.
Our Research, anciennement appelée ImpactStory, est une organisation à but non lucratif qui crée et distribue des outils et des services pour les bibliothèques, les institutions et les chercheurs. L'organisation suit des pratiques ouvertes pour les données (dans la mesure permise par les conditions de service des fournisseurs), le code et la gouvernance. Our Research est financée par la Fondation Alfred P. Sloan et la National Science Foundation.

## ImpactStory
ImpactStory est le premier outil Web open source conçu par Our Research. Il fournit des données altmétriques pour aider les chercheurs à mesurer l'impact de leurs résultats de recherche, y compris les articles de revues, les articles de blog, les ensembles de données et les logiciels. Cela vise à changer l'orientation du système d'évaluation des chercheurs pour mieux prendre en compte les travaux de recherche sur le Web. 
Il contextualise les données bibliométriques afin qu'elles soient significatives en-dehors de toute connaissance de l'ensemble de données spécifique: par exemple, au lieu de supposer que le lecteur sait si le fait d'avoir cinq fourches sur GitHub est courant, ImpactStory indique que le référentiel est dans le 95e centile de l'ensemble des dépôts créés dans GitHub cette année-là. 
Les statistiques fournies par ImpactStory peuvent être utilisées par les chercheurs qui veulent savoir combien de fois leur travail a été téléchargé et partagé ainsi que par les bailleurs de fonds qui s'intéressent à l'impact de la recherche au-delà de la simple prise en compte des citations d'articles de revues. 

## Unpaywall
Unpaywall est une extension de navigateur qui trouve des versions légales en accès ouvert d'articles scientifiques payants. En juillet 2018, Unpaywall offrait un accès gratuit à 20 millions d'articles, ce qui représente environ 47% des articles recherchés avec cet outil. En juin 2017, il a été intégré dans Web of Science et en juillet 2018, Elsevier a annoncé son intention d'intégrer le service dans le moteur de recherche Scopus.  
En 2019, le moteur de recherche GetTheResearch a été lancé pour faciliter la recherche des articles scientifiques en libre accès, avec des fonctionnalités d'apprentissage automatique pour faciliter la découverte.

## Unsub
Unsub, précédemment Unpaywall Journals, a été lancé en 2019 en tant qu'outil d' analyse de données permettant aux bibliothèques d'estimer le coût et la valeur réels de leurs abonnements de périodiques. 
L'outil réduit l'asymétrie d'information dans les négociations d'abonnements avec les éditeurs: dans sa version sur mesure payante, il permet de fusionner les données Unpaywall sur le nombre d'articles en accès ouvert et l'évolution attendue dans 5 ans, les frais de traitement des articles, les statistiques d'utilisation et les paramètres propres à chaque bibliothèque (comme le coût du prêt entre bibliothèques) pour calculer divers indicateurs, y compris le rapport coût-efficacité ou le coût net par utilisation d'un abonnement en cours ou prévu (ou de son absence). 
Unpaywall Journals a été utilisé en 2020 par le Consortium des bibliothèques SUNY dans leurs négociations avec Elsevier, qui a permis de supprimer un bouquet d'abonnements (big deal) pour ne conserver que 248 titres, permettant des économies attendues de 50-70 % sur la base de référence, soit 5 à 7 000 000 dollars par an.